# 高津連理のマツ

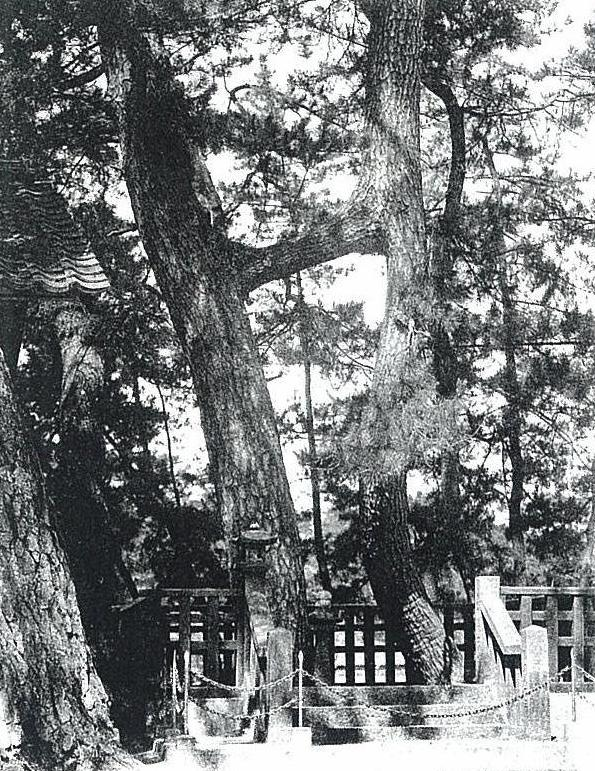
高津連理のマツ、『高津町誌』（1938年9月1日発行）より

高津連理のマツ（たかつれんりのマツ）は、島根県益田市高津の琴平神社境内に生育していたクロマツの巨木である。長く伸びた1本の枝が別に生えたクロマツに癒着し2株が完全な「連理」の状態を示しているマツで、古くから「夫婦マツ」と呼ばれて親しまれ、1934年（昭和9年）に国の天然記念物に指定された。しかし、2株のうち片方が病虫害で枯死したため1997年（平成9年）に伐採され、1998年（平成10年）には、国の天然記念物指定が解除された。2003年（平成15年）には、残っていた株も伐採されている。

## 由来
琴平神社は、益田市の海辺近くの高津浜地区に位置している。社殿の北側に玉垣がめぐらされていて、その中にこのマツが生育していた。2株のクロマツは、互いに約1.5メートル離れて南北に並んで立ち、推定の樹齢は約300年とされていた。
マツの樹高は約24メートルあり、南側の株は根元の周囲約2.55メートル、目通り幹囲約2.15メートルで、北側の株は根元の周囲が約1.80メートル、目通り幹囲は約1.60メートルを測った。2つの株を癒着させて「連理」の状態とした枝は約1.45メートルの長さがあり、幹からの発出部の高さは南側の株では約4.17メートル、北側の株では約4.50メートルとなっていて、南側の株から北側の株にやや上がった状態で伸びていた。この状態から、枝は南側の株から伸びて北側の株に癒着したことは明らかであった。
古くから縁起の良い「夫婦マツ」と呼ばれて親しまれていた。2株のマツが完全な「連理」の状態を示していることが貴重とされて、1934年（昭和9年）8月9日には国の天然記念物の指定を受けた。このマツは益田市の観光名所として、名を広く知られていた。
しかし、高津浜地区一帯に生育していたマツは、松くい虫の被害に遭ってしまった。高津連理のマツもその害を避けることができず、北側に生育していた株が先に枯死した。北側の株は1997年（平成9年）に伐採され、1998年（平成10年）1月には、国の天然記念物指定が解除された。2003年（平成15年）3月には、残っていた株も伐採されている。
伐採後の跡地には、マツの由来を示す説明板が設置されている。なお、2012年（平成24年）現在の時点では、近隣のバス停留所も「連理松」の名称を留めている。

## 交通アクセス
所在地
- 島根県益田市高津5丁目 琴平神社境内

交通
- 西日本旅客鉄道（JR西日本）山陰本線益田駅から車で約10分。